# PLPP2
PLPP2 (англ. Phospholipid phosphatase 2) – білок, який кодується однойменним геном, розташованим у людей на короткому плечі 19-ї хромосоми. Довжина поліпептидного ланцюга білка становить 288 амінокислот, а молекулярна маса — 32 574.
| 10         |  | 20         |  | 30         |  | 40         |  | 50         |
| ---------- |  | ---------- |  | ---------- |  | ---------- |  | ---------- |
| MQRRWVFVLL |  | DVLCLLVASL |  | PFAILTLVNA |  | PYKRGFYCGD |  | DSIRYPYRPD |
| TITHGLMAGV |  | TITATVILVS |  | AGEAYLVYTD |  | RLYSRSDFNN |  | YVAAVYKVLG |
| TFLFGAAVSQ |  | SLTDLAKYMI |  | GRLRPNFLAV |  | CDPDWSRVNC |  | SVYVQLEKVC |
| RGNPADVTEA |  | RLSFYSGHSS |  | FGMYCMVFLA |  | LYVQARLCWK |  | WARLLRPTVQ |
| FFLVAFALYV |  | GYTRVSDYKH |  | HWSDVLVGLL |  | QGALVAALTV |  | CYISDFFKAR |
| PPQHCLKEEE |  | LERKPSLSLT |  | LTLGEADHNH |  | YGYPHSSS   |  |            |

A: Аланін

C: Цистеїн

D: Аспарагінова кислота

E: Глутамінова кислота

F: Фенілаланін

G: Гліцин

H: Гістидин

I: Ізолейцин

K: Лізин

L: Лейцин

M: Метіонін

N: Аспарагін

P: Пролін

Q: Глутамін

R: Аргінін

S: Серин

T: Треонін

V: Валін

W: Триптофан

Кодований геном білок за функцією належить до гідролаз. 
Задіяний у такому біологічному процесі, як альтернативний сплайсинг. 
Локалізований у мембрані.